# 八千代バイパス
八千代バイパス（やちよバイパス）は、千葉県佐倉市から同県八千代市に至る、延長5.2kmの国道296号のバイパス道路である。

## 概要
- 起点 : 千葉県佐倉市上座[1]
- 終点 : 千葉県八千代市米本[1]
- 全長 : L=5.2km[1]
- 規格 : 第4種1級[1]
- 設計速度 : V=60km/h[1]
- 道路幅員 : （一般部）W=20m、（橋梁部）W=15.0m）[1]
- 車線幅員 : W=3.25m
- 車線数 : 2車線

国道296号の慢性的な渋滞を緩和する事を目的として計画されており、工事は起点の国道296号現道接続部からユーカリが丘線までの0.8km、ユーカリが丘線からユーカリが丘外周道路までの2.2km、外周道路から県道千葉竜ヶ崎線までの1.5km、県道千葉竜ヶ崎線から国道16号までの0.7kmと、4つの工区に分けて進められている。
1981年度に都市計画が決定。1990年度に事業化され、翌91年度より用地買収に着手。2000年度に着工した。
2008年1月29日に国道16号に接続する末端部分の0.7km（第4工区）、2012年3月21日に佐倉市内の2.2km（第2工区）、2015年3月23日には起点部の0.8km（第1工区）がそれぞれ開通。現在は残る第3工区において事業が進められている。2022年時点で、2028年以降の事業完了見込みとされている。
なお八千代市米本以西は、八千代市都市計画道路3・2・17号八千代中央線や船橋市都市計画道路3・1・37号馬込町古和釜町線、同3・3・7号南本町馬込町線として船橋市湾岸方面へ至る計画である。いずれも都市計画決定済みだが、八千代中央線および馬込町古和釜町線については事業化されていない。